# 牙买加烟熏香料

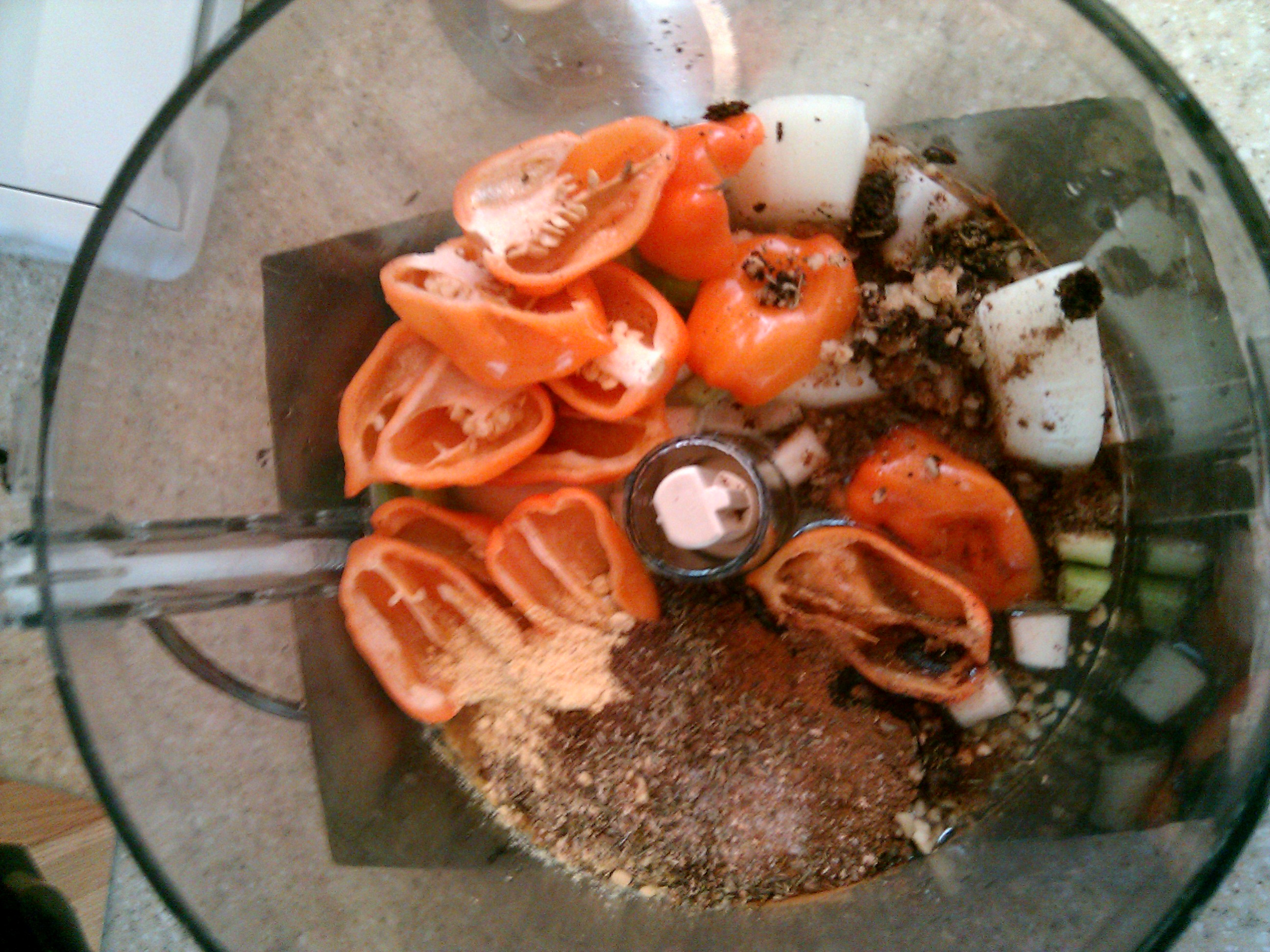
牙買加煙燻香料

烟熏（jerk）是一种牙买加本土的烹调方法，指的是对肉类进行擦拭，或者使用一种非常辣的香料「牙买加烟熏香料」进行腌泡。传统上，烟熏佐料用于猪肉和鸡肉。现代的配料也把烟熏香料用于鱼肉、虾肉、贝壳、牛肉、香肠、羊肉和豆腐。烟熏佐料主要依赖于两种东西：多香果粉和苏格兰烟熏辣椒（scotch bonnet pepper）。其他的配料包括丁香、肉桂、葱、肉豆蔻、百里香、大蒜和盐。

## 圖庫

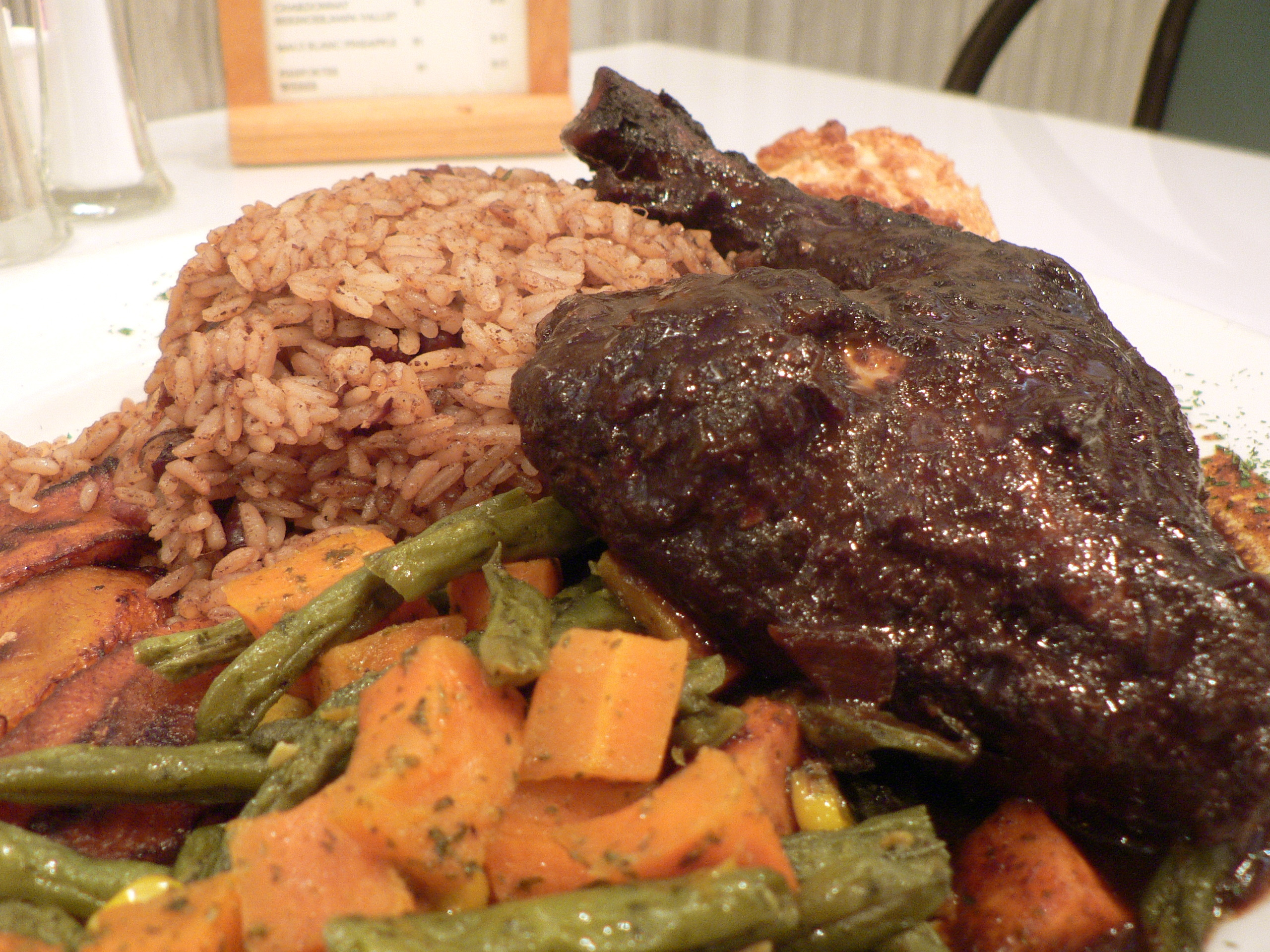
一盘加了米饭、大蕉、胡萝卜和绿豆的烟熏鸡肉
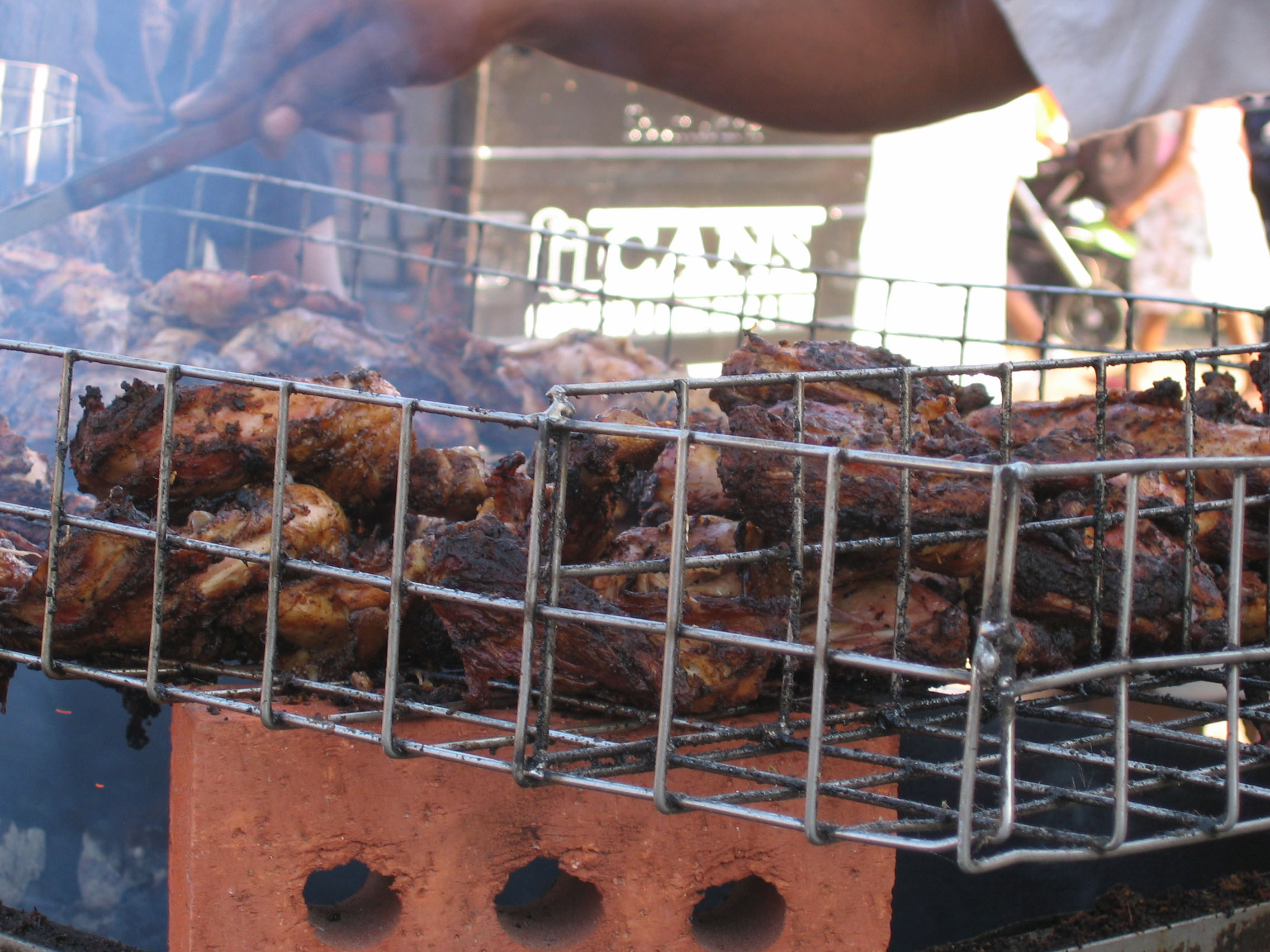
烹煮中的煙燻雞肉